# Carles Sala i Roca
Carles Sala i Roca (Tarragona, 1967) és un advocat, Director Institucional de l'Àrea Jurídica dels Agents de la Propietat Immobiliària (COAPI-BCN / AIC) de qui també n'és el portaveu.

## Biografia
Doctor en Dret per la Universitat Autònoma de Barcelona, llicenciat per la Universitat Oberta de Catalunya i diplomat com a graduat social per la Universitat Rovira i Virgili, pertany al Col·legi d'Advocats de Tarragona. Postgraus en Dret Urbanístic i en Gestió Local per la Universitat Autònoma de Barcelona.
Ha estat diputat al Parlament de Catalunya en la vuitena i novena legislatures, i Secretari d'Habitatge del govern català en dues etapes diferents (2011-2018 i 2021-2022).
Va militar a Unió Democràtica de Catalunya (UDC) des del 1984 fins a 2015, va ser membre del Comitè de Govern d'UDC. Ha estat conseller de l'Ajuntament de Tarragona, diputat provincial a la Diputació de Tarragona, president del Consell Comarcal del Tarragonès i diputat a les eleccions al Parlament de Catalunya de 2006 i 2010. En el període 2011-2018, i 2021-2022 va ser secretari d'Habitatge (Millora Urbana - Inclusió Social) de la Generalitat de Catalunya. Ha exercit d'advocat en el despatx d'advocats Manumissio a Tarragona, funcionari de carrera en excedència de la Generalitat de Catalunya, professor associat a la Universitat Rovira i Virgili, i patró de la Fundació Nou Lloc, d'habitatge social.